# 소말리아날씬몽구스
소말리아날씬몽구스(Galerella ochracea)는 식육목 몽구스과에 속하는 포유류의 일종이다. 소말리아에서 발견된다. 작거나 중간 크기의 몽구스로 몸무게는 평균 0.6kg 정도이다.